# شعورمحوری
شعورمحوری (به انگلیسی: Sentiocentrism) یا شعورگرایی (به انگلیسی: Sentientism) دیدگاهی اخلاقی است که افراد باهوش (یعنی اساساً جانداران آگاه) را در مرکز توجه اخلاقی قرار می‌دهد. هم انسان‌ها و هم دیگر افراد باهوش حقوق و/یا منافعی دارند که باید در نظر گرفته شوند.